# Above Suspicion (film 2019)
Above Suspicion è un film del 2019 diretto da Phillip Noyce, basato su una storia vera e tratto dall'omonimo romanzo di Joe Sharkey. 

## Trama
Pikeville, Kentucky. La cittadina sta affrontando un periodo di difficoltà economica e mancanza di lavoro; anche Susan, madre di due bambini e divorziata da Cash, è costretta a spacciare per guadagnare del denaro e sogna di andarsene.
In questa cittadina sperduta si trasferisce Mark, un agente federale, con tutta la sua famiglia; qui ha la possibilità di scegliere se occuparsi di casi di droga o di un rapinatore seriale di banche che ha già colpito undici volte, la sua scelta ricade sulla seconda opzione. L'indomani ha l'occasione di sentire il racconto di Randy, il suo compagno di pattuglia, che ha sventato sul nascere il tentativo di una nuova rapina, poi decide di seguirlo nelle indagini.
Durante la notte Susan con il marito e il fratello Bones stanno dando una festa per vendere un po' di droga, la situazione degenera e Bones spara ad uno spacciatore che viene portato in ospedale, Randy viene informato e chiede a Mark se vuole indagare con lui, poi si recano sul posto indicato per cercare e arrestare Bones, una volta preso in custodia perquisiscono la casa senza un mandato trovando dell'ossicodone; l'unico modo per evitare la prigione a Bones è quello che Cash faccia un accordo, Mark però vuole arruolare come informatrice Susan facendo leva sul fatto che lei vorrebbe andare in riabilitazione e uscire dal mondo della droga per dare un futuro migliore a lei e ai suoi figli; ad ogni informazione che rivela Mark le consegna del denaro.
Attratta dalla prospettiva di una nuova vita decide di iniziare ad aiutare Mark rivelando informazioni su Joe B, il rapinatore di banche, e Georgia, la sua complice, che dopo l'ennesima rapina si nascondono a casa della madre di Joe, Susan scopre l'indirizzo permettendo a Mark e all'FBI di arrestarlo; i due sono sempre più affiatati e iniziano una relazione sentimentale.
Alla centrale si presenta Denver Rhodes che rivela un contrabbando di droga gestito da Rufus, spiegando come la trasporta e dove la deposita. Mark ci lavora a tempo pieno facendo ricognizioni e controllando le informazioni di Denver. Susan si sente trascurata, Mark non risponde alle sue telefonate né la raggiunge, decide quindi di andare da lui con informazioni su un capo di polizia corrotto, Mark però si congeda promettendo che l'avrebbe sentita il giorno successivo; tornata a casa però Cash la caccia, non sapendo dove andare cerca ospitalità per la notte a casa di Mark e sua moglie. Sentendosi respinta da Mark decide di informare Rufus della retata programmata dall'FBI permettendogli di spostare la droga prima del loro arrivo; sospettando di Susan il giorno successivo Mark le consegna il resto dei soldi pattuiti chiedendole di non essere più chiamato. Lei usa i soldi per tornare da Cash che però la manda in ospedale, Mark le consiglia di stare lontana dai guai fino al giorno del processo; al termine viene messa nella protezione testimoni ma Mark non la informa che sta per trasferirsi.
Le cose iniziano a mettersi male per Susan, abbandonata da Mark e dall'FBI subisce le ritorsioni e aggressioni da parte delle persone coinvolte nel processo e ne parla con Bob Singer, che ha preso il posto di Mark, che le chiede se vuole testimoniare per il comportamento di Mark e avviare una indagine interna, lei però non accetta e decide di parlargli di persona; Mark rimane sconvolto dalle parole di Susan e la situazione degenera portandolo ad assassinarla, poi torna a casa e racconta tutto a sua moglie prima di costituirsi rivelando l'accaduto e dove trovare il corpo di Susan.

## Produzione

### Sceneggiatura
Il film è basato sull'omonimo romanzo di Joe Sharkey che racconta la storia vera sull'omicidio di Susan Smith, informatrice dell'FBI, avvenuto l'8 giugno 1989 e gli eventi successivi che portarono all'arresto del suo supervisore Mark Putnam.

## Promozione
Il primo trailer è stato pubblicato il 1º aprile 2021.

## Distribuzione

### Data di uscita
Il film è stato distribuito per la prima volta negli Emirati Arabi Uniti il 20 giugno 2019. Successivamente la Lionsgate ha distribuito il film in Nord America contemporaneamente nelle sale e in video on demand il 7 maggio 2021.
Le date di uscita internazionali nel corso del 2019 sono state:
- 20 giugno in Emirati Arabi Uniti
- 4 luglio in Libano

Le date di uscita internazionali nel corso del 2020 sono state:
- 23 gennaio in Israele (Me'al Le'Khol Khashad)
- 12 marzo in Grecia (Πέραν κάθε υποψίας)
- 19 giugno in Giappone (エージェント・スミス?)
- 1º luglio in Francia
- 13 luglio nel Regno Unito
- 16 settembre nei Paesi Bassi
- 25 settembre in Germania
- 16 ottobre in Norvegia
- 19 ottobre in Svezia
- 21 ottobre in Australia
- 2 novembre in Italia
- 13 novembre in Mongolia (Итгэлт Нэгэн)
- 4 dicembre in Brasile (Crime e Desejo) e Messico
- 18 dicembre in Spagna (Bajo sospecha)

Le date di uscita internazionali nel corso del 2021 sono state:
- 30 gennaio in Polonia (Poza podejrzeniem)
- 16 febbraio in Canada
- 23 febbraio in Argentina (Crimen y deseo)
- 7 maggio negli Stati Uniti d'America
- 5 agosto in Portogallo (Acima de Qualquer Suspeita)

### Divieti
Negli Stati Uniti d'America la MPAA ha classificato il film come restricted (R) per scene contenenti forte violenza, linguaggio, uso di droghe e nudità.

### Edizioni home video
Le versioni DVD e BD sono state pubblicate negli Stati Uniti d'America il 18 maggio 2021; in Italia il film è distribuito in entrambe le versioni da Eagle Pictures per Leone Film Group.

## Accoglienza

### Incassi
Il film ha incassato un totale mondiale di 25396 $.

### Critica
Sul sito web di recensioni Rotten Tomatoes, il film ha un rating di approvazione del 25%, sulla base di 40 recensioni, e un voto medio di 4,5/10. Su Metacritic ha un punteggio medio ponderato di 46 su 100, basato su 9 recensioni di critici, che indica "recensioni miste o medie".